# Sítula Benvenuti

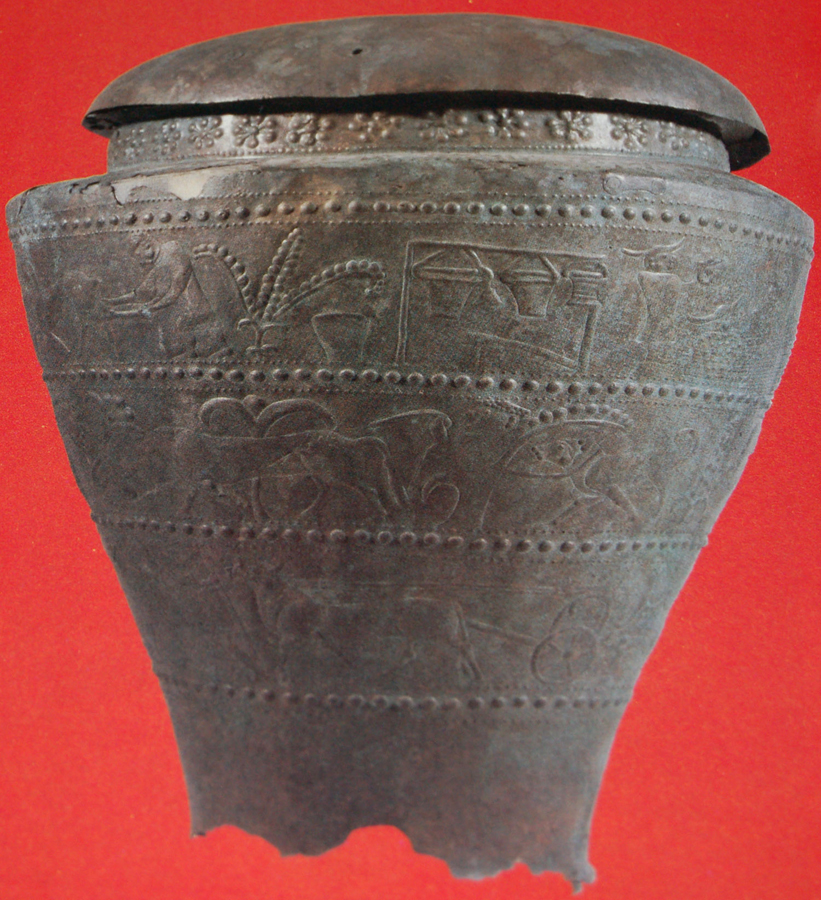
Sítula Benvenuti

A Situla Benvenuti é uma sítula de bronze que data de c. 600 a.C. É um produto da arte sítula que se espalhou para o norte dos etruscos neste período, neste caso para a cultura Este que floresceu em Este, Veneto, durante o século VII a.C. O vaso está agora conservado no Museu Nacional local Atestino. O trabalho de assistência no vaso retrata cenas da vida aristocrática.  Isso inclui banquetes e cenas de vitória militar. A iconografia das cenas de alívio da situla pode indicar influência etrusca.